# Radikale Venstre
Pour les articles homonymes, voir Venstre.
Radikale Venstre, ou Parti social-libéral danois (Danmarks social-liberale parti, anciennement Det Radikale Venstre souvent simplement De Radikale dans la presse, abrégé RV, R ou B ; littéralement « Gauche radicale » ou « Radical de gauche ») est un parti politique danois de centre gauche, membre du Parti de l'Alliance des libéraux et des démocrates pour l'Europe et de l’Internationale libérale. Il porte la lettre B sur les bulletins de vote.
Le Radikale Venstre est pro-européen.
Trois membres du parti ont été Premier ministre du Danemark : Carl Theodor Zahle entre 1909 et 1910, puis à nouveau entre 1913 et 1920, Erik Scavenius entre 1942 et 1945 et Hilmar Baunsgaard entre 1968 et 1971. Bien que se positionnant au centre, le Radikale Venstre coopère le plus souvent avec les sociaux-démocrates.

## Histoire

### Origine
Le Radikale Venstre est fondé en 1905 par une scission du parti libéral Venstre, d'où son nom : Venstre se situait à l'époque à la gauche de l'échiquier politique danois.
La scission a lieu lors de l'expulsion de Venstre de l'aile anti-militariste en janvier 1905. Les membres exclus réunissent un congrès fondateur à Odense le 21 mai 1905. En plus du désaccord sur les dépenses militaires, les sociaux-libéraux ont aussi une approche plus positive que Venstre sur les mesures visant à réduire les inégalités sociales. Le Parti social-libéral devient en outre la branche politique du mouvement Kulturradikalisme. Il est ouvert à certains aspects de l'État-providence et demande des réformes afin d'améliorer la situation des paysans tenanciers, qui comptent parmi ses premiers soutiens,.
Les politiques du parti auraient été inspirés par les économistes Henry George et John Stuart Mill.

## Positions
Le Radikale Venstre est pro-européen. Il soutient[Quand ?] l'érection d'un mur antimigrants aux frontières de l’Europe.

## Dirigeants

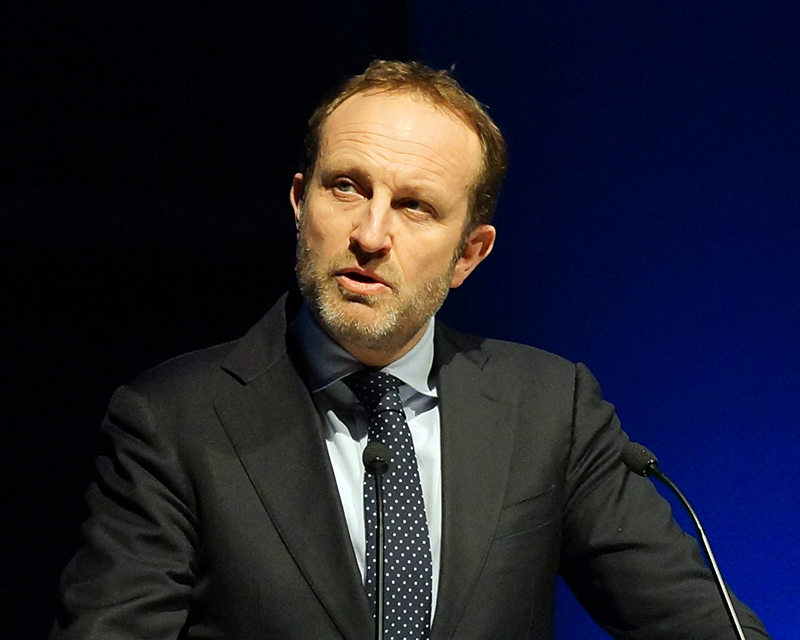
Martin Lidegaard, l'actuel chef du Parti social-libéral.

- Carl Theodor Zahle (1905-1928)
- Peter Munch (1928-1940)
- Jørgen Jørgensen (1940-1960)
- Karl Skytte (1960-1968)
- Hilmar Baunsgaard (1968-1975)
- Svend Haugaard (1975-1978)
- Niels Helveg Petersen (1978-1990)
- Marianne Jelved (1990-2007)
- Margrethe Vestager (2007–2014)
- Morten Østergaard (2014-2020)
- Sofie Carsten Nielsen (2020-2022)
- Martin Lidegaard (depuis 2022)

## Résultats électoraux

### Élections parlementaires

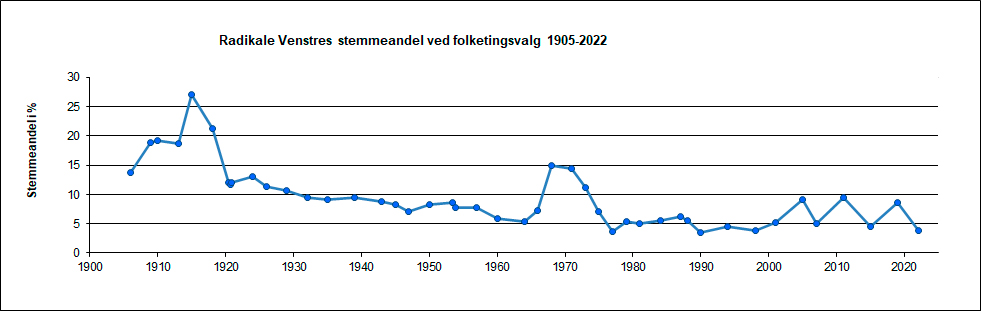
Performance électorale de 1905 à 2015.

| Année          | %    | Mandats  | Rang | Gouvernement                                                           |
| -------------- | ---- | -------- | ---- | ---------------------------------------------------------------------- |
| 1906           | 12,6 | 9 / 114  | 4e   | Opposition                                                             |
| 1909           | 15,5 | 15 / 114 | 4e   | Opposition                                                             |
| 1910           | 18,6 | 20 / 114 | 3e   | Opposition                                                             |
| 1913           | 18,7 | 20 / 114 | 3e   | Cabinet Zahle II                                                       |
| 1915           |      | 31 / 114 | 3e   | Cabinet Zahle II                                                       |
| 1918           | 20,7 | 32 / 140 | 3e   | Cabinet Zahle II                                                       |
| avril 1920     | 11,9 | 15 / 140 | 4e   | Opposition                                                             |
| juillet 1920   | 11,5 | 16 / 140 | 4e   | Opposition                                                             |
| septembre 1920 | 12,1 | 18 / 149 | 4e   | Opposition                                                             |
| 1924           | 13,0 | 20 / 149 | 4e   | Opposition                                                             |
| 1926           | 11,3 | 16 / 149 | 4e   | Opposition                                                             |
| 1929           | 10,7 | 16 / 149 | 4e   | Cabinet Thorvald Stauning II                                           |
| 1932           | 9,4  | 14 / 149 | 4e   | Cabinet Thorvald Stauning II                                           |
| 1935           | 9,2  | 14 / 149 | 4e   | Cabinet Thorvald Stauning II                                           |
| 1939           | 9,5  | 14 / 149 | 4e   | Cabinets Thorvald Stauning II, III et Vilhelm Buhl I et Erik Scavenius |
| 1943           | 8,7  | 13 / 149 | 4e   | Cabinet Erik Scavenius                                                 |
| 1945           | 8,1  | 11 / 149 | 5e   | Opposition                                                             |
| 1947           | 6,9  | 10 / 149 | 4e   | Opposition                                                             |
| 1950           | 8,2  | 12 / 149 | 5e   | Opposition                                                             |
| avril 1953     | 8,6  | 13 / 149 | 4e   | Opposition                                                             |
| septembre 1953 | 7,8  | 14 / 179 | 4e   | Opposition                                                             |
| 1957           | 7,8  | 14 / 179 | 4e   | Cabinets H. C. Hansen II et Viggo Kampmann II                          |
| 1960           | 5,8  | 11 / 179 | 5e   | Cabinets Viggo Kampmann II et Jens Otto Krag I                         |
| 1964           | 5,3  | 10 / 179 | 5e   | Opposition                                                             |
| 1966           | 7,3  | 13 / 179 | 5e   | Opposition                                                             |
| 1968           | 7,3  | 13 / 179 | 4e   | Cabinet Hilmar Baunsgaard                                              |
| 1971           | 14,3 | 27 / 179 | 4e   | Opposition                                                             |
| 1973           | 11,2 | 20 / 179 | 4e   | Opposition                                                             |
| 1975           | 7,1  | 13 / 179 | 4e   | Opposition                                                             |
| 1977           | 3,6  | 6 / 179  | 8e   | Opposition                                                             |
| 1979           | 5,4  | 10 / 179 | 6e   | Opposition                                                             |
| 1981           | 5,1  | 9 / 179  | 7e   | Opposition                                                             |
| 1984           | 5,5  | 10 / 179 | 6e   | Opposition                                                             |
| 1987           | 6,2  | 11 / 179 | 5e   | Opposition                                                             |
| 1988           | 5,6  | 10 / 179 | 6e   | Opposition                                                             |
| 1990           | 3,5  | 7 / 179  | 7e   | Opposition, Cabinet Poul Nyrup Rasmussen I                             |
| 1994           | 4,6  | 8 / 179  | 6e   | Cabinets Poul Nyrup Rasmussen II et III                                |
| 1998           | 3,9  | 7 / 179  | 7e   | Cabinet Poul Nyrup Rasmussen IV                                        |
| 2001           | 5,2  | 9 / 179  | 6e   | Opposition                                                             |
| 2005           | 9,2  | 17 / 179 | 5e   | Opposition                                                             |
| 2007           | 5,1  | 9 / 179  | 6e   | Opposition                                                             |
| 2011           | 9,5  | 17 / 179 | 4e   | Cabinets Helle Thorning-Schmidt I et II                                |
| 2015           | 4,6  | 8 / 179  | 7e   | Opposition                                                             |
| 2019           | 8,6  | 16 / 179 | 4e   | Soutien à Mette Frederiksen I                                          |
| 2022           | 3,8  | 7 / 179  | 9e   | Opposition                                                             |

### Élections européennes
| Année | %     | Mandats | Tête de liste            | Rang | Groupe |
| ----- | ----- | ------- | ------------------------ | ---- | ------ |
| 1979  | 3,3   | 0 / 15  |                          | 10e  |        |
| 1984  | 1,6   | 0 / 15  |                          | 9e   |        |
| 1989  | 2,8   | 0 / 16  |                          | 8e   |        |
| 1994  | 8,5   | 1 / 16  | Lone Dybkjær             | 7e   | ELDR   |
| 1999  | 9,1   | 1 / 16  | Lone Dybkjær             | 4e   | ELDR   |
| 2004  | 6,4   | 1 / 14  | Anders Samuelsen         | 7e   | ADLE   |
| 2009  | 4,3   | 0 / 13  | Sofie Carsten Nielsen    | 7e   |        |
| 2014  | 6,5   | 1 / 13  | Morten Helveg Petersen   | 7e   | ADLE   |
| 2019  | 10,07 | 2 / 14  | Morten Helveg Petersen   | 5e   | RE     |
| 2024  | 7,07  | 1 / 15  | Sigrid Friis Frederiksen | 6e   | RE     |

## Historique du logo

Logo avant 2010
Logo de 2010 à 2017
Logo de 2017 à 2021
Logo de 2021 à 2025
Logo depuis 2025